# Elina Wasewa
Elina Wasewa (bułg. Елина Васева; ur. 21 sierpnia 1986) – bułgarska zapaśniczka walcząca w stylu wolnym. Olimpijka z Pekinu 2008, gdzie zajęła siódme miejsce w kategorii 63 kg.
Ósma na mistrzostwach świata w 2009. Brązowa medalistka mistrzostw Europy w 2010. Zajęła trzynaste miejsce na igrzyskach europejskich w 2015. Trzecia na ME juniorów w 2006. Wicemistrzyni świata zapasów plażowych w 2009 roku.
- Turniej w Pekinie 2008

Zwyciężyła Marię Dunn z Guamu i przegrała z Jeleną Szałyginą z Kazachstanu i Rosjanką Aloną Kartaszową.